# La cugina (film 1920)
La cugina è un film muto italiano del 1920 diretto da Gero Zambuto.